# Матибулак
Матибулак (каз. Мәтібұлақ, до 1993 г. — Рославль) — село в Жамбылском районе Алматинской области Казахстана. Административный центр сельского округа Матибулак. Код КАТО — 194255100.

## Население
В 1999 году население села составляло 1795 человек (901 мужчина и 894 женщины). По данным переписи 2009 года в селе проживало 1614 человек (825 мужчин и 789 женщин).